# 上飯田町
上飯田町（かみいいだまち）は、長野県下伊那郡にあった町。
現在の飯田市大字上飯田および飯田市街の西半にあたる。本項では町制前の名称である上飯田村（かみいいだむら）についても述べる。

## 地理
- 山：虚空蔵山、風越山、高巣山、本高森山、大島山、念丈岳、奥念丈岳、安平路山、摺古木山、風穴山、兀岳
- 河川：松川

## 歴史
- 1889年（明治22年）4月1日 - 町村制の施行により、近世以来の上飯田村の一部（野底・新町・浜井場・下大雄寺・水の手・愛宕坂・箕瀬・大王路を除く）の区域をもって上飯田村が発足。残部は飯田町の一部となる。
- 1929年（昭和4年）4月1日 - 新田・野底・小島井・字浜井場・字下大雄寺・水手坂・愛宕坂・箕瀬町・大雄寺が飯田町に編入。残部が町制施行して上飯田町となる。
- 1937年（昭和12年）4月1日 - 飯田町と合併して飯田市が発足。同日上飯田町廃止。

## 交通

### 道路
現在は旧町域に中央自動車道の上飯田バスストップが所在するが、当時は未開通。

## 著名な出身者
- 今村力三郎（弁護士、専修大学総長）